# Jan Žižka
Jan Žižka của Trocnov và Kalicha (khoảng 1360 - 11 tháng 10 năm 1424) (tiếng Séc: Jan Žižka z Trocnova a Kalicha; phát âm tiếng Séc: [ˈjan ˈʒɪʃka] ⓘ; tiếng Đức: Johann Ziska) là một lãnh tụ của cuộc khởi nghĩa Hussite tại Vương quốc Bohém (nay thuộc Cộng hòa Séc). Ông được đánh giá là một trong những nhà quân sự tài ba và sáng tạo nhất trong lịch sử, và là một trong những tướng lĩnh không hề thua bất cứ trận đánh nào trong cuộc đời binh nghiệp.
Ông nổi tiếng bởi chiến thuật sử dụng các chiến lũy di động làm từ xe bò (gọi là vozová hradba hay wagenburg, tức là "xe bò chiến trận") cùng với pháo binh dã chiến trong trận đánh, cũng như khả năng tận dụng địa hình và duy trì kỷ luật nghiêm minh cho đội quân vốn xuất thân từ giới bình dân. Ông có biệt danh là "người một mắt", vì mắt phải của ông bị hỏng. Vào khoảng tháng 6 năm 1421, ông bị trúng tên vào mắt trái và mù cả hai mắt, nhưng vẫn tiếp tục chỉ huy quân đội Hussite cho đến khi qua đời vào năm 1424.

## Sự nghiệp trước chiến tranh Hussite

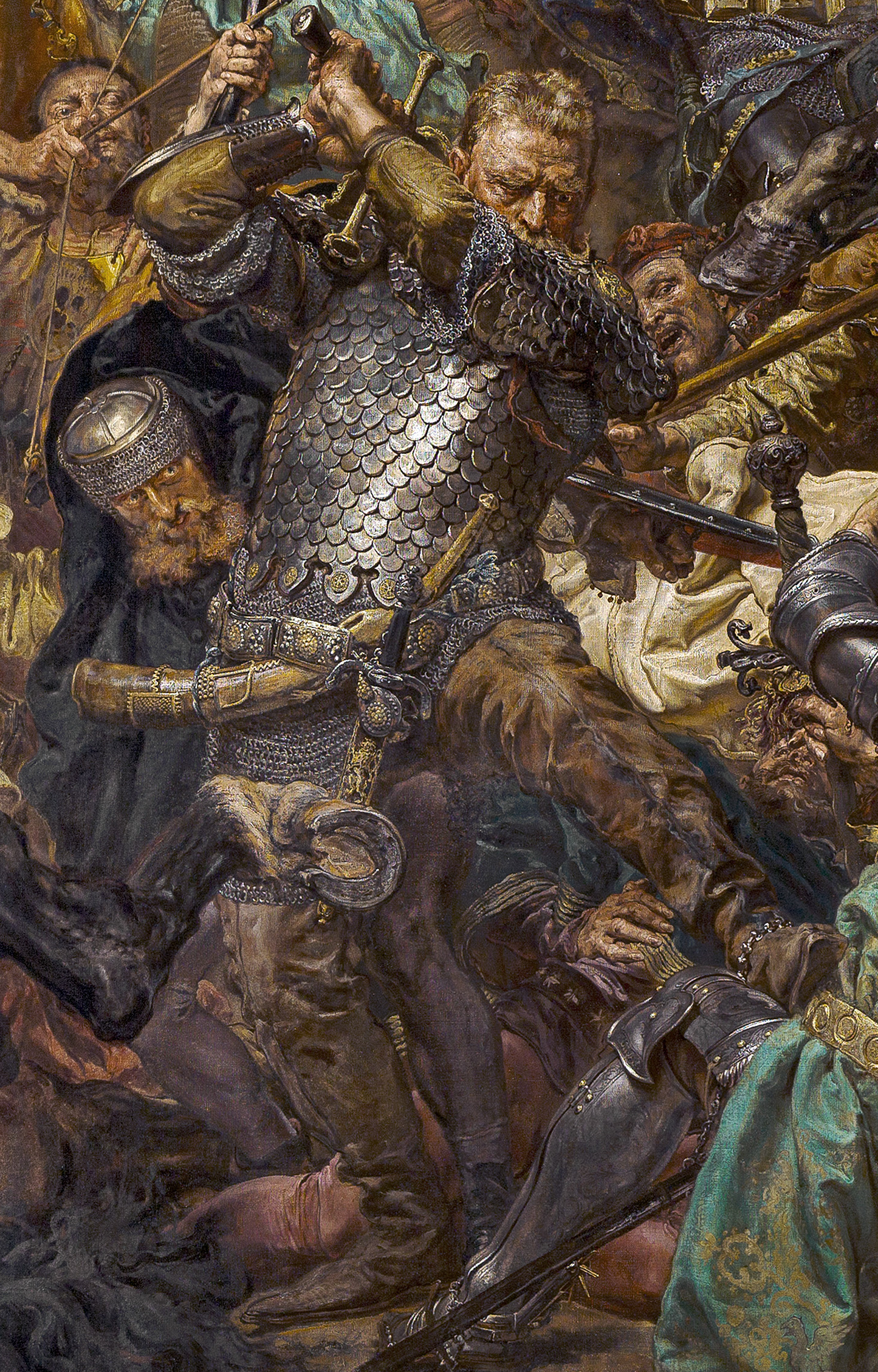
Một phần bức họa của Jan Matejko vẽ năm 1878 miêu tả Jan Žižka tại trận Grunwald.

Các sử liệu chỉ miêu tả kỹ lưỡng 6 năm cuối cuộc đời của Žižka, còn khoảng thời gian trước đó chỉ có thể được biết qua các mẩu tài liệu vụn vặt từ nhiều nguồn còn lưu trữ được. Người ta không biết đích xác năm sinh và nguyên quán của ông, nhưng phỏng đoán là khoảng năm 1360 và tại Trocnov. Ông được cho là xuất thân từ một gia đình quý tộc nhỏ, cha của ông tên là Řehoř còn mẹ là Johana. Ông ít nhất có một người anh em là Jaroslav và một người chị em tên Anežka. Người ta cũng chưa rõ ông bị hỏng mắt phải trong hoàn cảnh nào; có ý kiến cho rằng cái tên Žižka thật ra là một biệt danh có nghĩa là "một mắt", còn tên thật của ông là Jan Trocnovsky.
Trước khi lãnh đạo cuộc khởi nghĩa Hussite, Žižka từng là một tên cướp và lính đánh thuê. Trong khoảng cuối thế kỷ 14 và đầu thế kỷ 15, Žižka từng đi lính cho vua Václav IV của vương quốc Bohém. Sau đó, ông lọt vào mắt xanh của Jan Sokol - một trong những tướng lĩnh tài ba nhất của vua Václav, và đến khoảng năm 1409 thì tham gia đội quân của Sokol đang phục vụ cho vua Ba Lan để chiến đấu chống lại các Hiệp sĩ Teuton. Ông có thể đã tham gia vào trận Grunwald nổi tiếng năm 1410, sau đó trú đóng tại pháo đài Gniew và Radzyń cho đến khi kết thúc chiến tranh năm 1411. Không may cho Žižka, Sokol qua đời trong chiến dịch, và Žižka mất đi người bảo trợ cũng như người thầy của mình trong thời gian đó.

## Lãnh đạo cuộc khởi nghĩa Hussite
Năm 1411, Žižka trở về Bohém. Ông trở thành thị thần của vương hậu Žofie, vợ vua Václav IV, và dường như có quan hệ tốt với hai người. Ông hay hộ tống vương hậu đến nhà thờ và có lẽ trong hoàn cảnh đó, đã biết đến và tiếp thu các bài giảng của Jan Hus, nhà cải cách tôn giáo mở đầu cho phong trào Hussite. Năm 1415, Jan Huss bị Giáo hội Công giáo Rôma kết tội dị giáo và xử tử hình bằng cách hỏa thiêu, hai năm sau giáo phái Hussite bị rút phép thông công. Việc này gây ra sự phẫn nộ trong các tầng lớp cư dân Bohém vốn có rất đông tín đồ của Huss, kể cả các nhà quý tộc. Nhà thờ Công giáo và triều đình vua Václav đã tiến hành các hoạt động cứng rắn để đàn áp như bắt bớ, xử tử tín đồ, phá hủy các giáo đường. Năm 1419, vua Václav cách chức các nhân sĩ Hussite trong Hội đồng thành phố và trong các giáo đường Praha, thay thế bằng các phần tử Công giáo bảo thủ. Điều này dẫn đến cuộc biểu tình ngày 30 tháng 7, vốn nhanh chóng trở thành một vụ bạo động với kết quả là các thành viên Hội đồng thành phố Praha bị hạ sát bằng cách ném qua cửa sổ. Các diễn biến trên khiến vua Václav bị chấn động mạnh và chết do đột quỵ. Ngay lập tức, vua Hungary là Zikmund - em trai của Václav, chụp lấy cơ hội này để đòi thừa kế ngôi vua Bohém. Cuộc chiến tranh Hussite bắt đầu.

### Giai đoạn 1419-1421

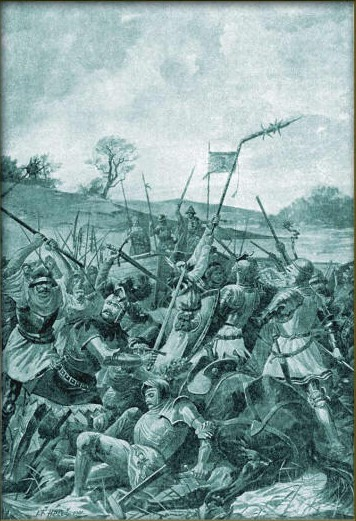
Tranh minh họa trận Sudoměř của Ferdinand Hetteš.

Không rõ liệu Jan Žižka có tham gia vào cuộc bạo động năm 1419 hay không, nhưng ông đã được bầu làm thủ lĩnh lực lượng vũ trang Hussite tại thủ đô Praha. Ông xua quân tấn công pháo đài Vyšehrad và dễ dàng chiếm được nó - quân giữ thành hầu hết là các bạn cũ của Žižka và đã tình nguyện nộp thành cho ông. Trong khi đó, phe bảo thủ cũng chiếm giữ và củng cố lâu đài của vương gia tại đồi Hradčany. Một vụ thảm sát người Hussite vào tháng 11 năm 1419 châm ngòi cho trận dữ dội đánh nổ ra tại khu vực này, trận chiến gây ra sự tàn phá khủng khiếp đến mức cả hai bên đã chấp nhận ký hòa ước theo đó đảm bảo quyền tự do tôn giáo cho người Hussite, đổi lại phe Hussite phải rút bỏ Vyšehrad. Tuy nhiên, Žižka xem điều nhượng bộ này là sự phản bội của phái Hussite ôn hòa, và ông cùng với một phái Hussite cấp tiến tên là Taborite (lấy theo tên núi Tabor trong Kinh thánh) rời bỏ Praha về đóng quân gần Plzeň, điểm dân cư nằm trên tuyến đường bộ phía Tây của Praha.
Žižka ở lại Plzeň khoảng 5 tháng và với cha xứ Mikuláš Koranda bắt tay vào củng cố thành lũy của nơi này. Cùng thời gian đó, quân Hussite đánh Nekmíř. Lãnh chúa Bohuslav xứ Švamberk đem quân đến cứu viện, nhưng bị Žižka đánh bại bằng chiến thuật dùng các "xe bò chiến trận" nổi tiếng - đây là lần đầu tiên các "xe bò chiến trận" được ông sử dụng trên chiến trường. Tuy nhiên, sau đó chiến cục trở nên giằng co, đẫm máu và trở nên bất lợi cho phe Hussite. Đến tháng 3 năm 1420, cư dân Plzeň đã ép quân Hussite rời khỏi thành, đổi lại Bohuslav sẽ cho họ rút quân an toàn. Bohuslav "giữ lời hứa" bằng cách huy động một đội quân tập kích đoàn người Hussite đang rút lui. Kết quả là trận Sudoměř nơi Žižka lại dùng các "xe bò chiến trận" để đánh lui kẻ địch đông gấp 5 lần. Chiến thắng này xác lập uy tín và địa vị lãnh đạo của Žižka trong phong trào khởi nghĩa, ngày 27 tháng 3 ông tiến vào thành Tábor và được đón tiếp như một anh hùng. Žižka được bầu làm người chỉ huy quân sự ở địa phương và bắt tay ngay vào việc củng cố các đồn lũy ở Tábor cũng như huấn luyện và tổ chức những người Hussite thành một đội quân có sức chiến đấu cao.

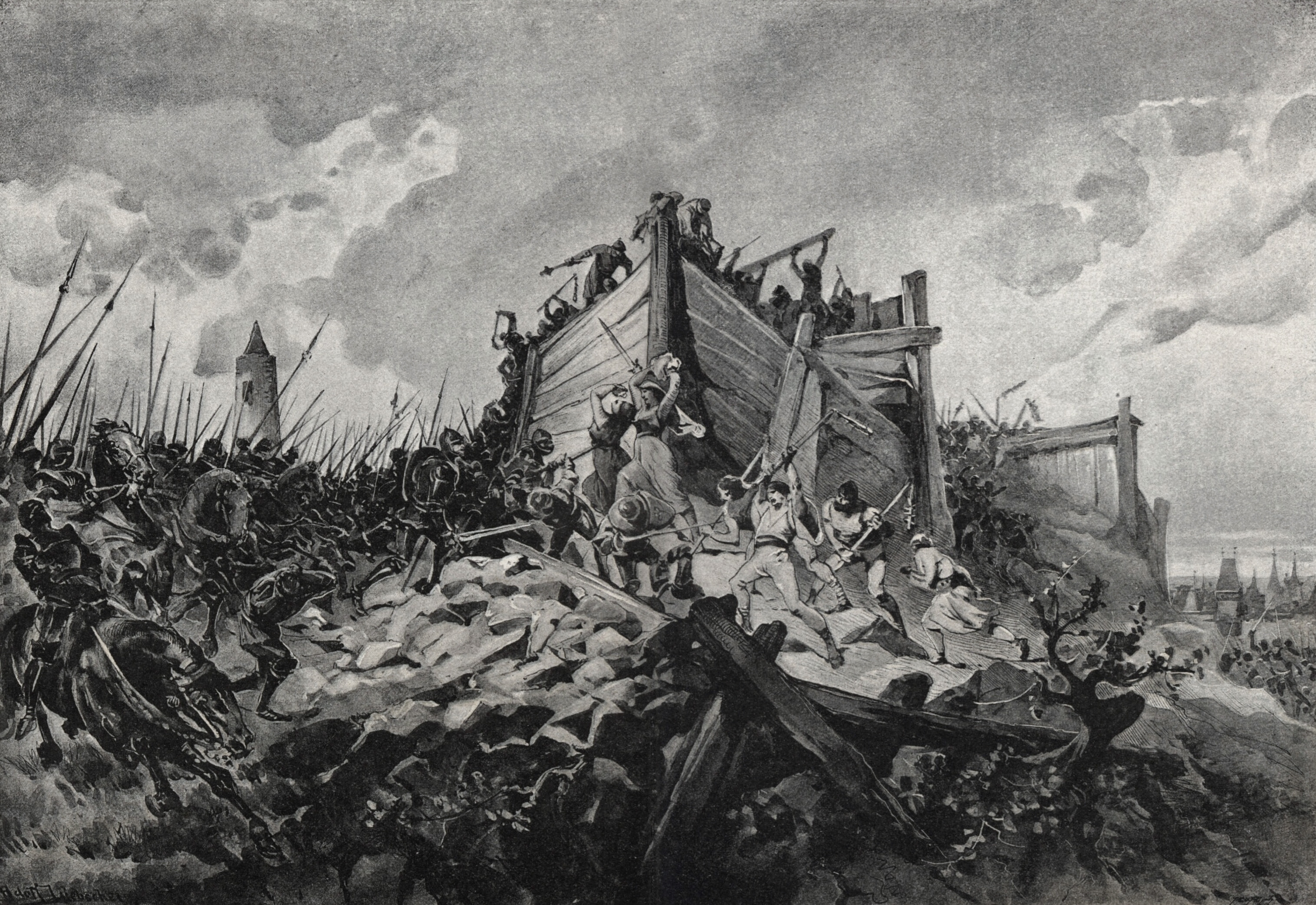
Trận Đồi Vítkov, minh họa bởi Adolf Liebscher.

Thanh thế ngày càng lớn của Žižka khiến những người Hussite ôn hòa bắt đầu xem ông là vị cứu tinh trước mối đe dọa của đạo quân Thập Tự của vua Zikmund xứ Hungary đang xâm lược Bohém. Ngày 16 tháng 5 Žižka nhận được thư cầu cứu từ Praha, 2 ngày sau ông cùng một đội quân 9.000 người tức tốc lên đường về thủ đô. Ngày 21 tháng 5, quân Hussite đến Praha và bắt đầu củng cố các đồn lũy quanh thành. Sau đó là một giai đoạn yên tĩnh cho đến giữa tháng 7, khi vua Zikmund huy động toàn bộ quân đội bao vây thủ đô của Bohém. Họ chiếm giữ tất cả các vị trí xung quanh thành phố, trừ một điểm cao tên là Vítkov án ngữ con đường tiếp tế ở phía Đông nơi quân đội của Žižka đã nhanh chân lấy trước. Ngày 14 tháng 7 diễn ra trận chiến tranh giành điểm cao này, và kết thúc bằng một trong những thắng lợi vĩ đại nhất của Jan Žižka. Thiệt hại của quân Thập Tự không quá lớn, nhưng nó gây suy giảm nghiêm trọng về sĩ khí, cộng với dịch bệnh hoành hành và thái độ thù ghét của nhân dân Bohém, khiến đội quân của vua Zikmund tan rã dần. Đến cuối tháng 7, Zikmund rút quân về Kutná Hora. Tháng 11, pháo đài Vyšehrad rơi vào tay quân Hussite, ít lâu sau đó là Hradčany và các phần phía tây Praha. Tháng 3 năm 1421, quân Thập Tự triệt thoái hoàn toàn khỏi Bohém.
Trong khoảng nửa sau năm 1420, Žižka rút khỏi Praha để trở về đại bản doanh tại Tabor. Ngày 22 tháng 8, ông tiến xuống phía Nam để đánh dẹp lực lượng của Oldřich xứ Rožmberk, đồng minh quan trọng nhất của vua Zikmund tại Bohém. Ngày 12 tháng 11 Žižka đánh bại Oldřich và tại Panského Boru. Ngày 18 tháng 11, Žižka và Oldřich ký hòa ước tại Písek. Sau đó ông lại đến Praha, và ngày 4 tháng 11 đánh chiếm Říčany. Sang đầu năm, Žižka tấn công lãnh địa của đối thủ cũ là Bohuslav xứ Švamberk, buộc ông này phải đầu hàng và nộp thành Stříbro. Žižka tha bổng cho các tù binh, còn chủ tướng Bohuslav thì quy thuận phe Hussite và trở thành một thủ lĩnh của phái Taborite. Tháng 6 năm 1421, vương quốc Bohém thành lập một chính phủ lâm thời với 20 đại biểu, và Žižka là một trong 2 đại biểu đến từ Tabor.

### Giai đoạn 1421-1422

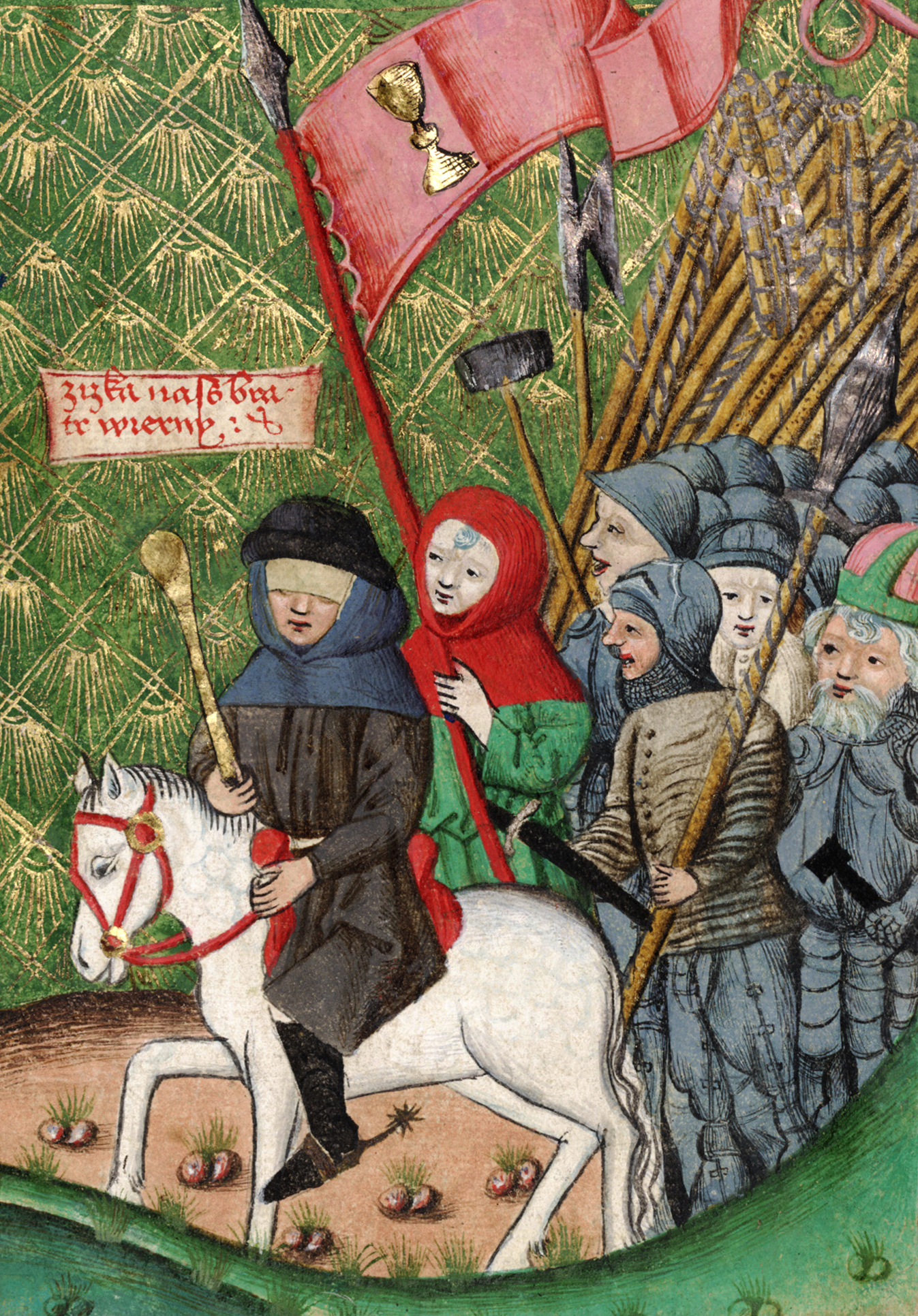
Một tranh vẽ minh họa thời Trung Cổ miêu tả Jan Žižka đang chỉ huy quân đội, trong thời điểm này ông đã mù cả hai mắt.

Cũng vào tháng 6 năm 1421, trong chiến dịch vây thành Rabí, một mũi tên đã bay trúng vào mắt trái của Jan Žižka. Ông may mắn thoát chết, tuy nhiên cái giá phải trả là từ nay cả hai mắt ông đều bị mù. Tuy nhiên, điều kì diệu là nó không hề cản trở con đường binh nghiệp của viên tướng già, ông vẫn tiếp tục chỉ huy quân đội cho đến khi mất. Và nó càng không làm ảnh hưởng đến danh tiếng của ông: vào cuối tháng 7 năm 1421, một đạo quân Đức từ Meissen xâm nhập vào Bohém và bao vây Žatec, tuy nhiên họ đã bỏ chạy khi nghe tin viện binh của Žižka sắp xuất hiện.
Trong thời gian này, vua Zikmund đang tiến hành cuộc Thập Tự Chinh lần thứ hai nhằm vào Bohém. Đạo quân Thập Tự được chỉ huy bởi Filippo Scolari (còn gọi là Pipo Spano), một viên tướng người Ý từng có kinh nghiệm tham chiến chống lại Thổ Nhĩ Kỳ. Mục tiêu trước mắt đó là Kutná Hora, thành phố có đa số cư dân gốc Đức và ủng hộ Công giáo, nhưng lại vừa quyết định quy thuận phe Hussite. Quân Thập Tự di chuyển chậm chạp và thậm chí đã nán lại ở thành phố Jihlava (nằm tại biên giới Bohém và Morava) để chờ viện binh đến đủ. Tận dụng sự rề rà này, Žižka đã nhanh chân kéo quân đến chiếm đóng Kutná Hora vào ngày 9 tháng 12. Ngày 21 tháng 12, quân Thập Tự kéo đến chân thành Kutná Hora và chạm trán quân Hussite đang án ngữ ở cửa ngõ ngoài mặt Tây của thành phố. Lợi dụng quân Hussite đang bận chiến đấu ở ngoài thành, Pipo Spano phái một đạo binh bí mật vòng ra mặt Bắc, nơi các nội gián đã mở sẵn cổng thành cho quân Thập Tự tràn vào. Mất Kutná Hora, đạo binh Hussite ở cửa Tây bị rơi vào vòng vây. Trong tình huống hiểm nghèo, thiên tài quân sự của Žižka lại bộc lộ, ông tổ chức một trận đánh phá vây tài tình và đã rút được toàn quân an toàn về phía Kolín.

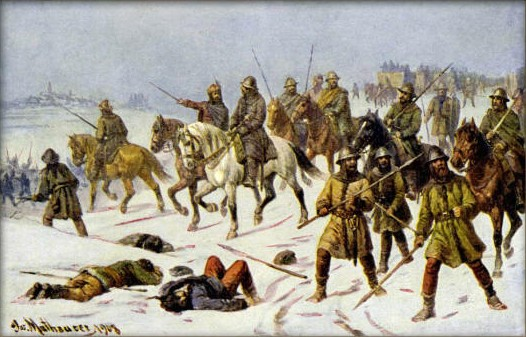
Žižka tại Kutná Hora. Tranh minh họa của Josef Mathauser.

Quân Thập Tự cho rằng phía Hussite sẽ không dám quay lại nên không tiếp tục truy kích. Điều này cho Žižka một thời gian quý báu để dưỡng quân và bổ sung lực lượng. Trong khi đó, do số lượng quân Thập Tự quá đông, vua Zikmund không thể cho toàn quân trú đóng trong Kutná Hora, mà phải chia ra ở nhiều nơi khác. Lợi dụng sự phân tán này, ngày 6 tháng 1 năm 1422 Žižka chủ động phản công và đánh tan khối quân Thập Tự ở Nebovidy. Quân Hussite thừa thắng truy kích đến tận Kutná Hora, khiến vua Zikmund hoảng sợ bỏ chạy. Quân Thập Tự hạ lệnh thiêu hủy thành phố, tuy nhiên do mải mê cướp bóc vơ vét, việc thiêu hủy bị trễ nải và quân Hussite kịp thời có mặt để dập tắt các đám cháy. Cuộc tháo chạy tiếp tục đến khi vua Zikmund tập hợp lực lượng ở Habrů nhằm chống trả, để rồi lại bị đánh tan vào ngày 8 tháng 1. Quân Thập Tự chạy đến Německý Brod (nay là Havlíčkův Brod) thì gặp sông Sázava, chiếc cầu vắt ngang sông không đủ cho những kẻ chạy trốn quá đông nên toàn quân được lệnh cuốc bộ trên mặt sông đóng băng. Thật ra thì con sông không đóng băng hoàn toàn, mặt băng mỏng không chịu nổi số người vượt sông đã vỡ vụn khiến cho vô số binh lính bị nước sông cuốn đi, trong đó có ít nhất 548 hiệp sĩ. Quân Hussite cũng vừa đến nơi và bắt đầu vây hãm thành phố. Các bức tường thành tỏ ra không ích lợi gì nhiều trước đại bác, vì vậy quân thủ thành quyết định đầu hàng. Tuy nhiên trước khi điều đó kịp xảy ra, một nhóm quân Hussite đã bất tuân lệnh chủ tướng, chọc thủng một đoạn chiến lũy và tràn vào thảm sát người dân trong đó. Vua Zikmund may mắn hơn, thoát thân an toàn về Brno sau một chiến dịch thảm hại nhất kể từ trận Nikopolis năm 1396.

### Giai đoạn 1422-1424

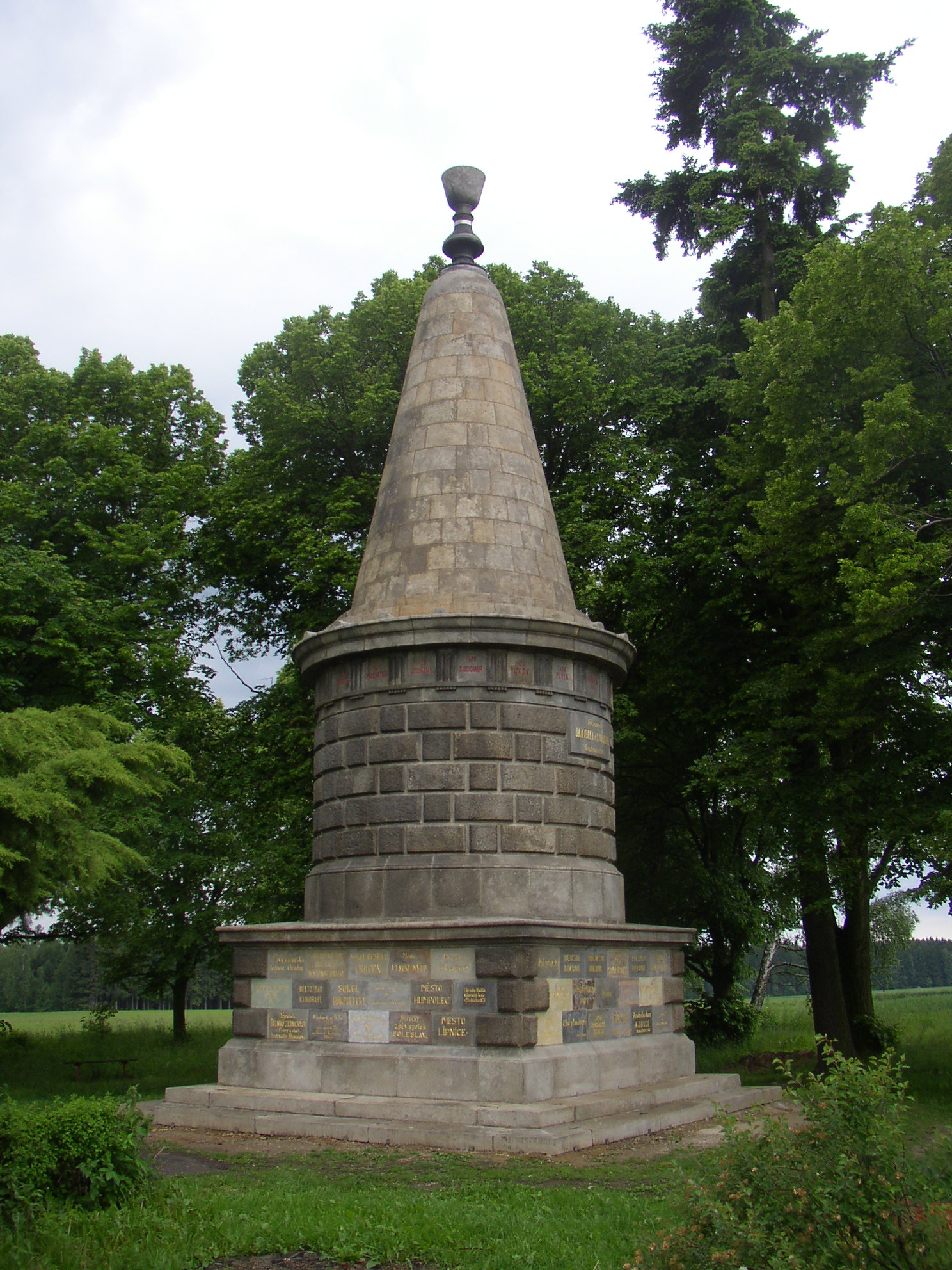
Đài tưởng niệm Žižka tại vị trí được cho là nơi mất của ông. Thực hiện bởi Antonín Wiehl.

Đây là một giai đoạn yên tĩnh. Vua Zikmond sau các thảm bại ở Kutná Hora không dám mở cuộc tấn công nào vào Bohém trong nhiều năm sau, để mặc cho các vương hầu Đức một mình tấn công từ phía Bắc. Cuộc Thập Tự Chinh lần 3 trong tháng 10-11 năm 1422 kết thúc chóng vánh bằng các cuộc đàm phán giữa hai bên mà không xảy ra giao tranh đáng kể nào. Tuy nhiên nền hòa bình này lại có nguy cơ làm tan rã phong trào Hussite, khi các phe phái Hussite chuyển sang đánh lẫn nhau. Žižka một mặt phải dẹp tan các phe phái Hussite bạo loạn, vừa phải chống trả với các thế lực thân Công giáo trong Bohém. Trong mùa hè và mùa thu năm 1422, ông cầm quân tiếp tục đánh dẹp thế lực của Oldřich xứ Rožmberk. Tháng 4 năm 1423, ông đánh tan đạo quân Công giáo của Čeněk xứ Vartemberk tại trận Hořice. Đến tháng 8 cùng năm, mâu thuẫn giữa các phe phái Hussite khiến Žižka bỏ Tabor và chuyển sang miền Đông Bohém để lãnh đạo phái Orebite. Tháng 7 năm 1424, Žižka đánh tan một đạo quân Hussite của phái Praha tại trận Malešov. Chiến thắng này giúp Žižka cũng cố địa vị lãnh đạo phong trào Hussite; không lâu sau đó hai phái Taborite và Orebite làm hòa và cùng nhau đóng vai trò then chốt trong phong trào cho đến hết chiến tranh.
Cuối tháng 9 năm 1424, Žižka lên đường đi viễn chinh ở Morava, và đây là chiến dịch quân sự cuối cùng của ông. Tuy nhiên, trong khi vây hãm thành Přibyslav, ông ngã bệnh và qua đời vào ngày 11 tháng 10 năm 1424. Tương truyền, trước khi mất ông đã yêu cầu người ta lột da của mình và căng lên một cái trống, và cái trống này sẽ luôn được đặt ở đầu hàng quân.
Sau khi Žižka chết, Prokop Lớn trở thành người lãnh đạo quân sự của phong trào.

## Đánh giá
Tổng hợp từ Turbull và McBride, 2004 và David, 2013.
Jan Žižka là một trong những nhà quân sự xuất chúng trong lịch sử, và là nhà lãnh đạo vĩ đại nhất của cuộc khởi nghĩa Hussite. Mặc dù không hoàn toàn là nhân vật được biết đến rộng rãi ở ngoài khu vực Trung Âu, nhưng các tài liệu lịch sử nhắc đến Žižka đều công nhân ông là một thiên tài quân sự và là tướng lĩnh xuất sắc nhất thời kỳ đó. Điều đó càng đặc biệt hơn khi nhiều chiến thắng chấn động của Žižka xảy ra khi ông đã mù cả hai mắt - đối với những người Hussite đây là dấu hiệu của phép mầu Thiên Chúa. Ông được các thuộc cấp và đồng đội xem là "chiến binh của Chúa", còn kẻ thù thì hoảng sợ bỏ chạy khi hay tin ông đến.
Là một chiến binh dày dạn kinh nghiệm, Žižka hiểu rõ đặc điểm tính chất của quân đội phe ta và phe địch, ông biết cách phát huy ưu thế của mình và khai thác nhược điểm kẻ địch. Ông đặc biệt giỏi lợi dụng địa hình, điều này thể hiện trong các trận chiến tại Nekmir, Sudomer và đồi Vitkov, khi địa hình đã vô hiệu hóa ưu thế của kỵ binh địch và làm lợi cho quân đội của Žižka. Ông cũng nắm vững tâm lý, phong cách tác chiến của quân địch và biết cách khai thác sự hoảng loạn để giành chiến thắng, điều này thể hiện trong trận phá vây trên cả tuyệt vời ở Kutna Hora và chuỗi trận phản công tại Nevobidy đến Nemeckry Brod. Chuỗi trận này cũng cho thấy một cuộc truy kích tận diệt quy mô lớn và kéo dài với mục đích vô hiệu hóa hoàn toàn binh lực kẻ thù, đây là điều chưa từng thấy trong lịch sử chiến tranh thời Trung cổ.
Tài năng của Žižka còn thể hiện ở quá trình đào tạo và huấn luyện quân đội Hussite. Quân đội Hussite xuất thân từ những người nông dân và bình dân của địa phương, họ không có huấn luyện quân sự như các hiệp sĩ, và cũng không có truyền thống quân sự như các vùng Thụy Sĩ. Nhưng chỉ trong một thời gian ngắn, Žižka đã đào tạo họ thành một đội quân có sức chiến đấu cao. Đặc biệt, ông nhấn mạnh đến kỷ luật, và chính kỷ luật là điều làm nên sức mạnh cho quân đội Hussite, trong thời điểm mà các loại quân đội phong kiến đều thiếu điều này. Kỷ luật và hệ thống quản lý tập trung được kiện toàn bởi bộ "nội quy quân sự của Hội Huynh đệ mới của Žižka" do chính viên tướng mù ký năm 1423, trong đó nghiêm khắc quy định các điều lệ về hành quân, tác chiến, và nghiêm cấm các hành vi trộm cắp, cờ bạc, cướp bóc, rượu chè và các hành vi vô kỷ luật khác. Đồng thời, hiểu rõ đặc điểm của những người nông dân và thợ thủ công, cũng như kỵ binh của phe đối địch, ông đã chọn lựa và cải tiến các chiến thuật, vũ khí phù hợp cho quân đội, tất cả đều bắt nguồn từ những công cụ quen thuộc như cái chày đập lúa, lưỡi cày, lưỡi hái, rìu, gậy xỉa rơm, dao,... và xe bò, xe ngựa. Ông cũng nhấn mạnh vai trò của trọng pháo và súng cầm tay, những vũ khí mới, tân tiến không chỉ có sát thương cao mà còn có khả năng gây hoảng loạn và che khuất tầm nhìn kẻ địch. Quân đội Hussite là những người đầu tiên dùng súng và trọng pháo tàn sát sinh lực địch trên chiến trường, trong thời kỳ trước đó trọng pháo chỉ dùng để bắn phá các chiến lũy, tường thành.

### Chiến thuật "xe bò chiến trận"

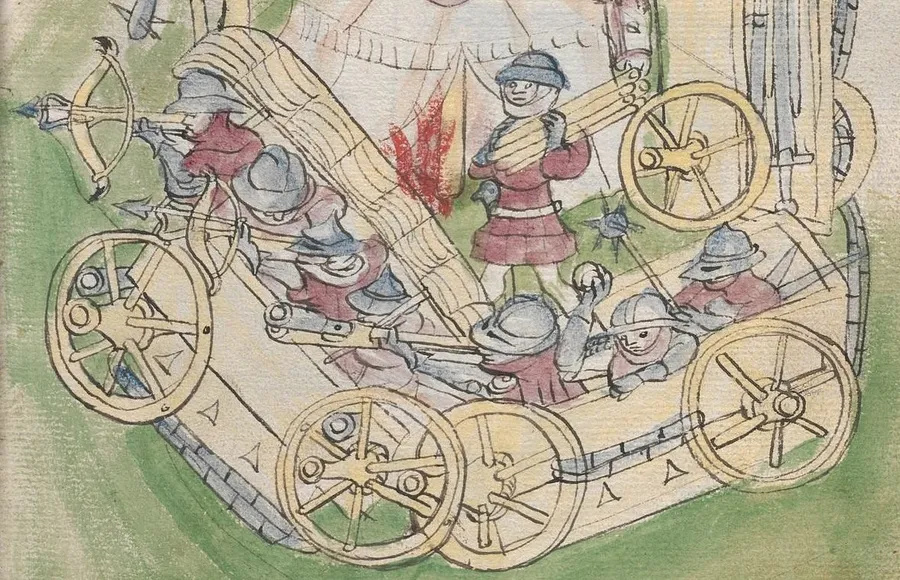
Hình minh họa thời Trung cổ về một chiến lũy xe bò của quân Hussite.

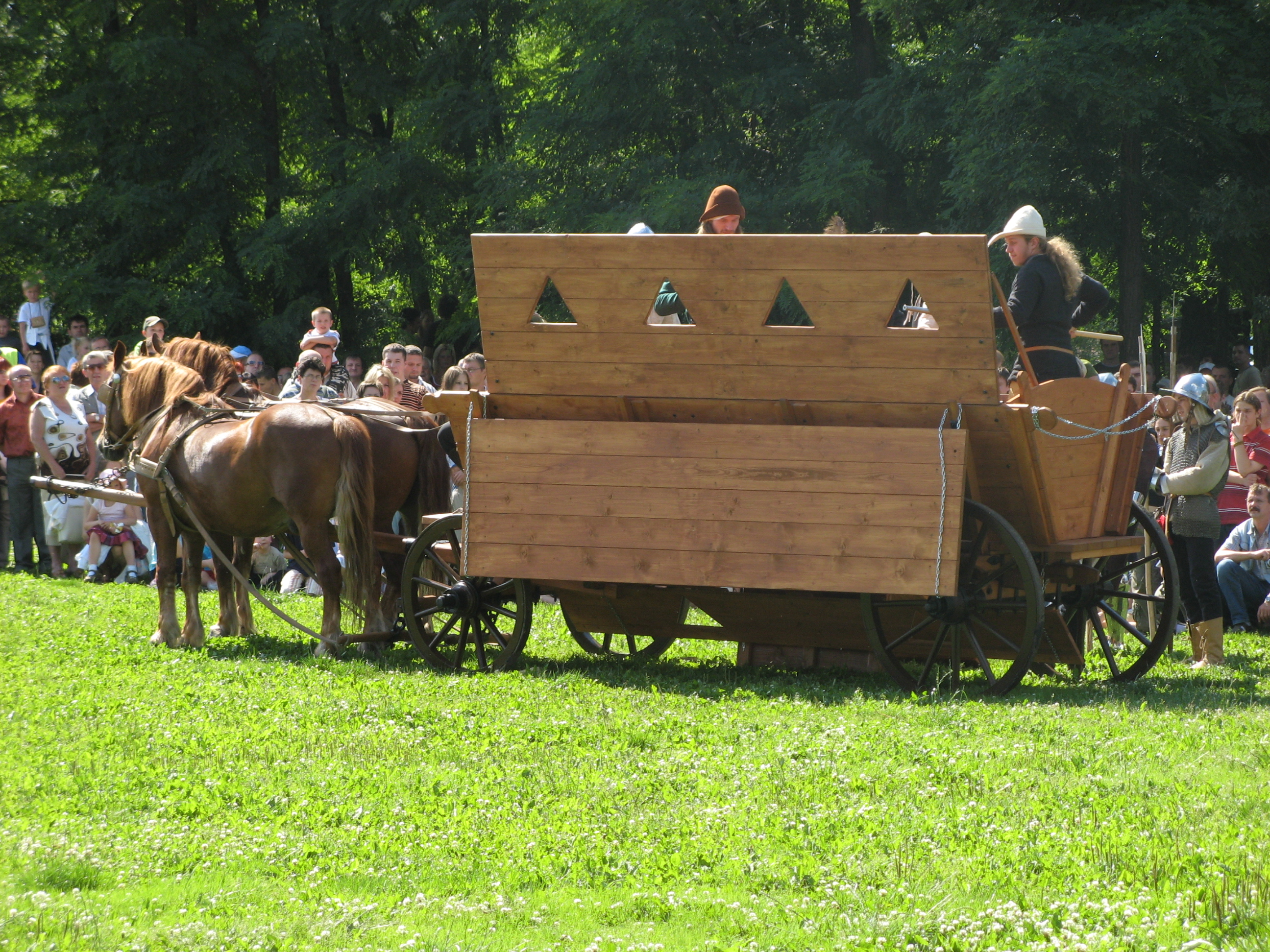
Một xe bò chiến trận được phục dựng.

Hạt nhân của phương pháp tác chiến của Žižka đó là việc sử dụng các "xe bò chiến trận", tức là các chiến lũy di động được làm từ việc xếp hàng dài các xe bò và xe ngựa. Đây cũng là một công cụ thông dụng và quen thuộc đối với một đội quân nông dân. Thật ra, Trung Quốc, Mông Cổ và Đông La Mã xây dựng các chiến lũy tạm thời như thế từ xưa, nhưng Žižka và những người kế tục đã cải tiến đưa nó lên thành điểm nhấn của trận đánh. Các chiến lũy xe bò đã tạo thành một bức tường vô hiệu hóa các đợt tấn công của kỵ binh, đợt xung phong kỵ binh dù có mạnh mẽ thế nào cũng không thể vượt qua các bức tường bằng gỗ sồi và sắt thép. Đứng sau các chiến lũy, này, quân đội nông dân với giáo dài, chùy cán dài, cung tên và trọng pháo có thể chống trả hiệu quả trước kỵ binh. Sau khi các đột tấn công của quân địch đã suy yếu, các lực lượng xung kích, chủ yếu là kỵ binh nặng, từ sau các chiến lũy xe bò sẽ xông ra và kết thúc đội quân đã mệt mỏi của kẻ địch.
Chiến thuật dùng chiến lũy xe bò đã được Žižka và những người kế tục phát triển đến mức tinh vi. Một số tài liệu đã miêu tả các cách thức khá phức tạp để triển khai và áp dụng các chiến lũy xe bò, trong tấn công lẫn phòng thủ như một lô cốt di động. Thậm chí có người đã miêu tả việc sử dụng các chiến lũy xe bò để bao vây, dồn ép và làm mắc kẹt các khối quân đich, và tiêu diệt chúng bằng kỵ binh và bộ binh - thật ra cách miêu tả "bao vây" có thể là sự phóng đại của một chiến thuật điều quân mang tính phòng ngự.
Tuy nhiên chiến lũy xe bò không tồn tại quá lâu. Các xe bò và xe ngựa được thiết kế để chịu được cung nỏ và gươm giáo; khi súng cầm tay và trọng pháo trở nên phổ biến và tân tiến hơn, lúc này xe bò không chịu nổi đạn pháo nữa và phải lùi về hậu trường lịch sử.

## Tưởng niệm và vinh danh
Sau khi Žižka mất, phái Orebite tự gọi mình là "những người mồ côi" (Sirotčí), ám chỉ sự mất mát to lớn do cái chết của ông gây ra.
Tượng đài Žižka được dựng ở Đồi Vitkov, nơi diễn ra trận đánh ngày 14 tháng 7 năm 1420. Địa danh này thuộc quận Žižkov, được đặt theo tên của Žižka. Ngoài ra còn có tượng đài của ông ở Tabor và nhiều nơi khác.
Một lữ đoàn du kích Tiệp Khắc chống phát xít cũng được đặt theo tên của ông.
Đến lượt 1916 và 1917, Trung đoàn bắn pháo thứ 3 đang nổi lên của quân đoàn Tiệp Khắc ở Nga được đặt tên là "Trung đoàn Jan Žižka của Trocnov".

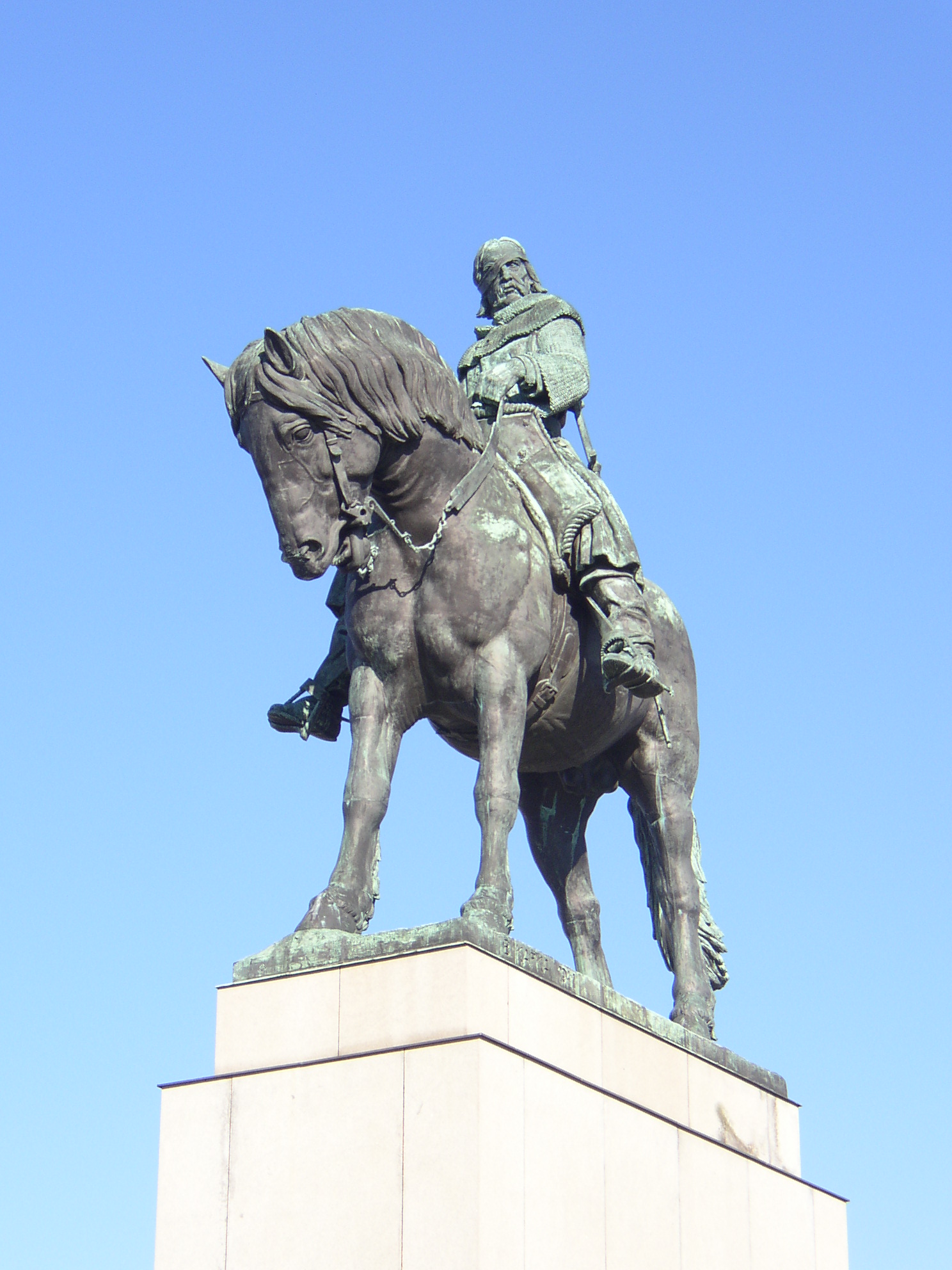
Tượng đài Žižka ở Đồi Vítkov.
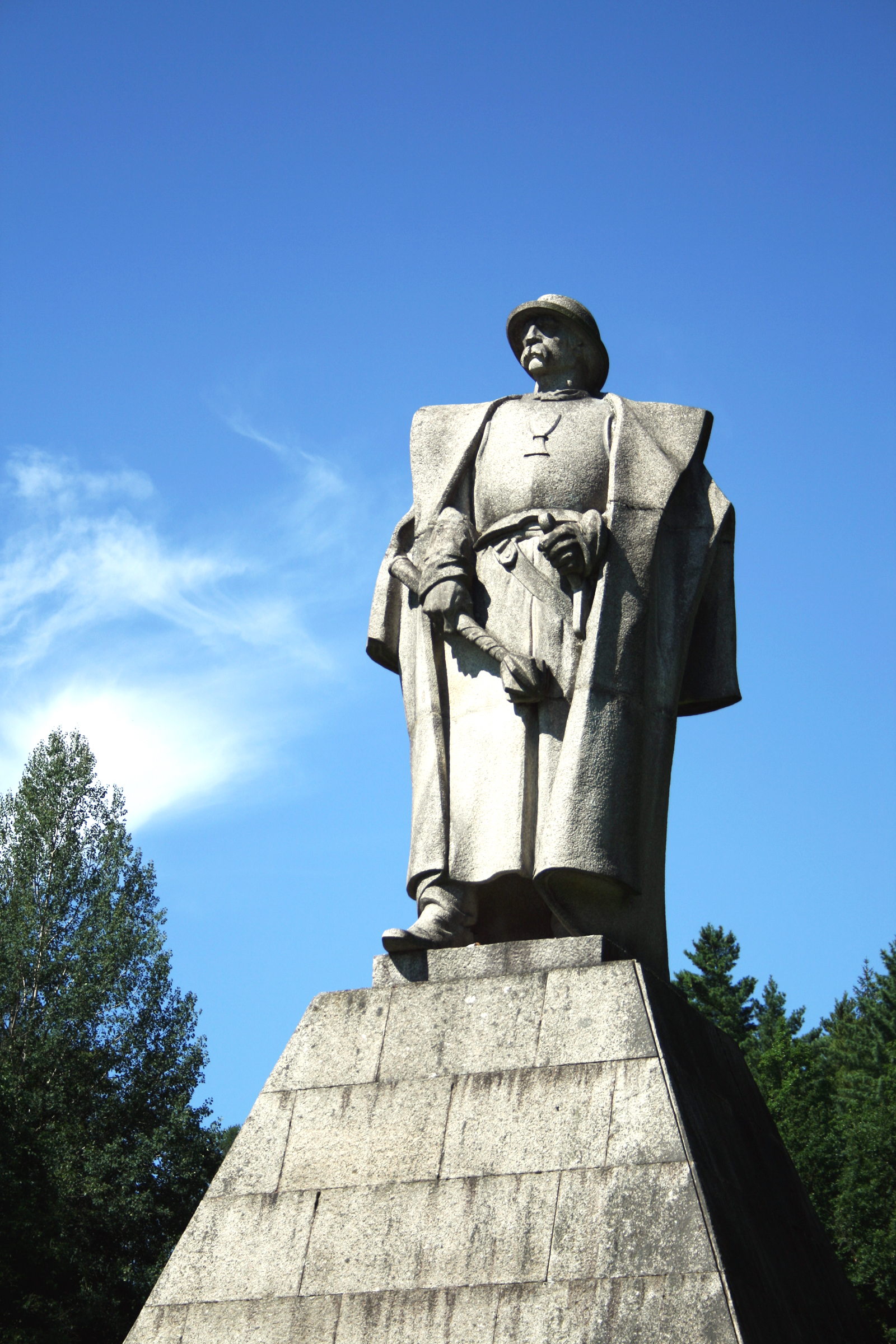
Tượng đài Žižka tại quê nhà Trocnov. Tác phẩm của Josef Malejovský.
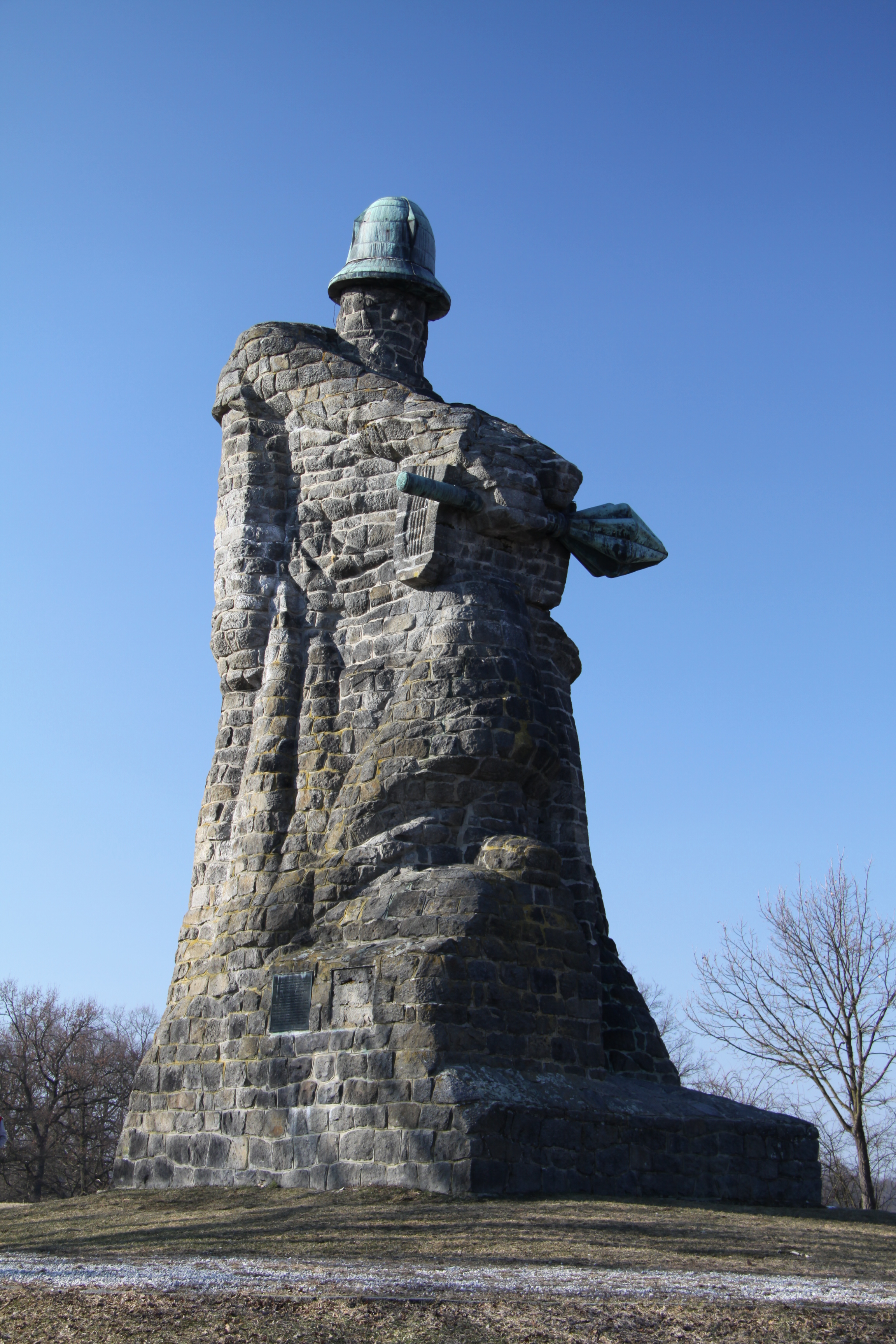
Tượng đài Žižka tại Sudoměře. Tác phẩm của Emanuel Kodet.
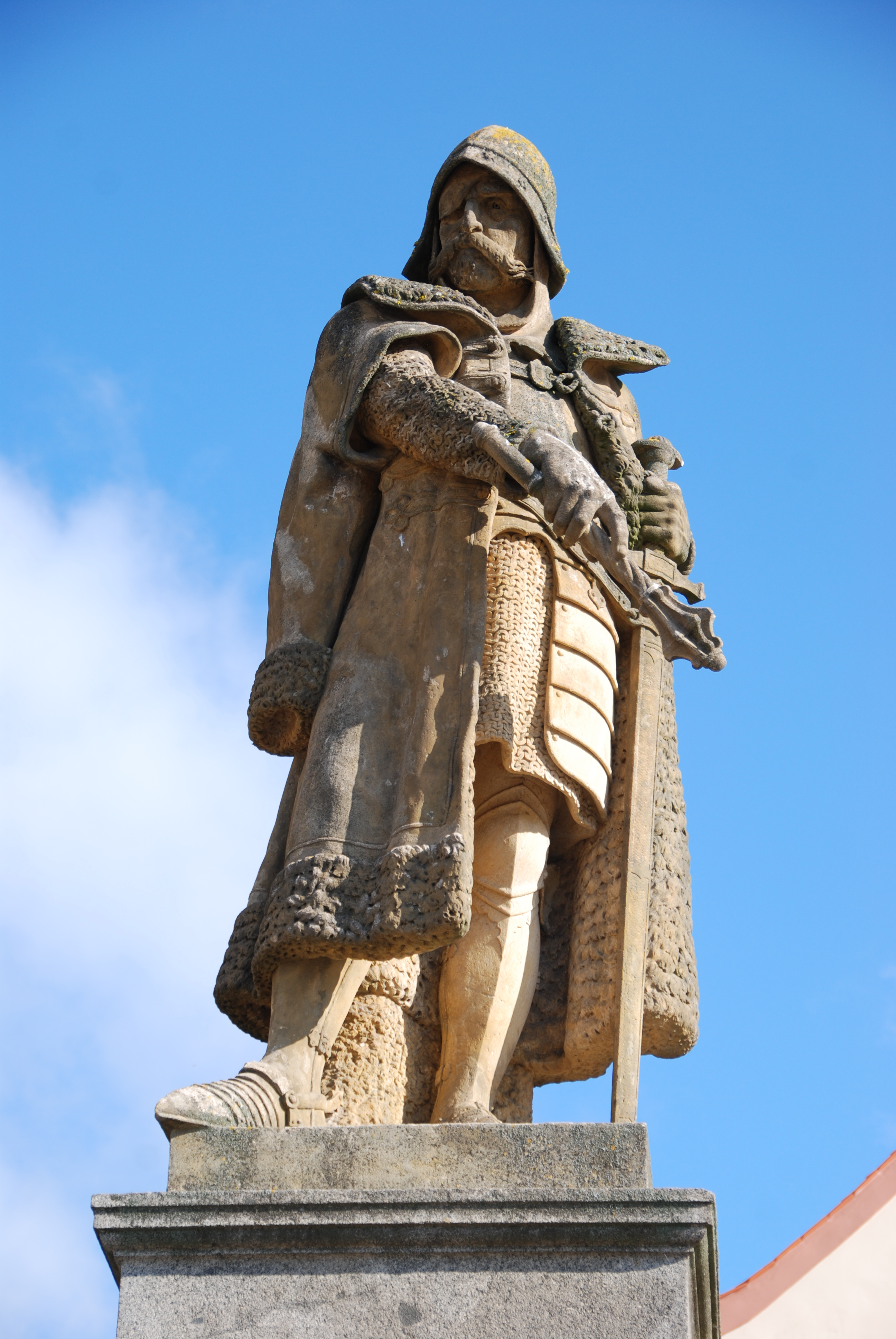
Tượng đài Žižka tại Tabor. Tác phẩm của Josef Stachovský.

## Trong văn hóa đại chúng
Žižka là nhân vật chính của tiểu thuyết "Vườn Thiết Giáp" của David B., của bộ 3 phim nói về cuộc khởi nghĩa Hussite do Otakar Vávra đạo diễn (với Zdenek Stepánek thủ vai Žižka) và phim "Chiến binh của Chúa" do Petr Jákl thực hiện.

### Cước chú
1. ↑  Việc Žižka có tham gia trận Grunwald hay không là một vấn đề được tranh luận sôi nổi trong giới học giả.[14][15]
2. ↑  Sự thật là, việc quân Hussite nhượng bộ đã gây ra sự phấn khích trong phe Công giáo, mở màn cho những vụ tàn sát tín đồ Hussite tỉ như vụ tắm máu ở Kutná Hora.[21][22]
3. ↑  Chiến thắng này khiến tinh thần quân Hussite lên rất cao, và trong hôm đó họ đã đánh phá 3 pháo đài liên tiếp.[26]
4. ↑  Những hành động vô kỷ luật như thế này là một nguyên nhân khiến Jan Žižka ban hành các quy định về kỷ luật và ứng xử cho quân Hussite vào năm 1423, trong đó nghiêm cấm hành vi cướp bóc, cờ bạc, rượu chè, báng bổ,...